# (4699) Sootan
(4699) Sootan es un asteroide perteneciente al cinturón de asteroides, descubierto el 4 de noviembre de 1986 por Robert H. McNaught desde el Observatorio de Siding Spring, Nueva Gales del Sur, Australia.

## Designación y nombre
Designado provisionalmente como 1986 VE. Fue nombrado Sootan en honor a "Soo Huay Tan", socio del descubridor. Descubierto dos días antes de cumplir treinta años Soo Huay Tan.

## Características orbitales
Sootan está situado a una distancia media del Sol de 2,553 ua, pudiendo alejarse hasta 3,026 ua y acercarse hasta 2,081 ua. Su excentricidad es 0,185 y la inclinación orbital 12,68 grados. Emplea 1490 días en completar una órbita alrededor del Sol.

## Características físicas
La magnitud absoluta de Sootan es 13,9. Tiene 4,21 km de diámetro y su albedo se estima en 0,33.